# Escudo de España
El escudo de España es el símbolo heráldico que representa a España como nación, incluyendo su soberanía nacional y la vigente forma de gobierno (monarquía parlamentaria). Históricamente, el escudo se muestra en la franja central de la bandera de España. 
El escudo está compuesto por elementos que simbolizan los reinos que conformaron España originariamente. Su diseño se basa en el del escudo que se adoptó durante el Gobierno Provisional tras un informe de la Real Academia de la Historia, de 1868, sobre cómo habría de ser la figura y armas que representen a España. Dicho diseño se adoptó igualmente durante la Primera República y (con muy leves variaciones) la Segunda República. 
El vigente escudo de España se rige por las siguientes disposiciones: 
- Ley 33/1981, de 5 de octubre,[2]  del Escudo de España
- Ley 39/1981, de 28 de octubre,[3]  que regula el uso de la bandera de España y de otras banderas y enseñas
- Real Decreto 2964/1981 de 18 de diciembre[4] que establece el modelo oficial del escudo de España, su uso y ubicación dentro de la bandera de España.
- Real Decreto 2267/1982 de 3 de septiembre[5] por el que se especifican técnicamente sus colores.

La citada ley 33/1981 blasona el escudo en los siguientes términos:

Artículo primero.— El escudo de España es cuartelado y entado en punta. En el primer cuartel, de gules o rojo, un castillo de oro, almenado, aclarado de azur o azul y mazonado de sable o negro. En el segundo, de plata, un león rampante, de púrpura, linguado, uñado, armado de gules o rojo y coronado de oro. En el tercero, de oro, cuatro palos, de gules o rojo. En el cuarto, de gules o rojo, una cadena de oro, puesta en cruz, aspa y orla, cargada en el centro de una esmeralda de su color. Entado de plata, una granada al natural, rajada de gules o rojo, tallada y hojada de dos hojas, de sinople o verde.
Acompañado de dos columnas, de plata, con base y capitel, de oro, sobre ondas de azur o azul y plata, superada de corona imperial, la diestra, y de una corona real, la siniestra, ambas de oro, y rodeando las columnas una cinta de gules o rojo, cargada de letras de oro, en la diestra «Plus» y en la siniestra «Ultra».
Al timbre, corona real, cerrada, que es un círculo de oro, engastado de piedras preciosas, compuesto de ocho florones de hojas de acanto, visibles cinco, interpoladas de perlas y de cuyas hojas salen sendas diademas sumadas de perlas, que convergen en un mundo de azur o azul, con el semimeridiano y el ecuador de oro, sumado de cruz de oro. La corona, forrada de gules o rojo.
Artículo segundo.— El escudo de España, tal como se describe en el artículo anterior, lleva escusón de azur o azul, tres lises de oro, puestas dos y una, la bordura lisa, de gules o rojo, propio de la dinastía reinante.

El vigente escudo sustituyó al provisional que estableció el gobierno de Adolfo Suárez durante el período 1977 a 1981, de transición a la democracia. Dado que en la Constitución no se incluyeron finalmente referencias al escudo, el cambio se llevó a cabo vía proposición de ley, impulsada por el Grupo Parlamentario Socialista en el Congreso. El informe de la ponencia que se constituyó al efecto deja constancia de “que su criterio ha sido el de reproducir fielmente el Escudo Histórico de España, con una descripción que, en términos heráldicos, resulte al mismo tiempo inteligible para el pueblo. A tal fin, a través de la Presidencia del Congreso, se recabó el dictamen de la Real Academia Española de la Historia, cuya conclusión sigue fielmente el texto que propone la Ponencia”.
Como símbolo institucional y nacional, está regulado su uso oficial. Entre otros, es empleado por el Gobierno, los ministerios, misiones diplomáticas, en la Administración General del Estado, así como en la Administración de Justicia. Otras instituciones y órganos constitucionales, tales como el Senado, el Consejo de Estado, el Consejo General del Poder Judicial, el Consejo General de la Abogacía, el Cuerpo de Abogados del Estado, el Cuerpo Nacional de Policía o el Servicio de Vigilancia Aduanera, etc., utilizan escudos propios basados en el escudo de España.
No debe confundirse el escudo de España, que representa a España como nación, con el escudo de armas del rey o el de la princesa de Asturias. 

## Modelo oficial del escudo
Tras la aprobación de la mencionada ley 33/1981, que describía el escudo en términos heráldicos, se desarrolló dicha ley reglamentariamente a través de los antes referidos reales decretos, con el objeto de materializar la terminología heráldica en un modelo oficial concreto, así como de definir los colores del mismo.

### Cromatismo del modelo oficial del escudo
Mediante el Real Decreto 2267/1982, de 3 de septiembre, se definieron los colores del escudo en los sistemas internacionales CIELAB y CIE-1931, con excepción del color de la granada. En la siguiente tabla se muestran los valores extractados del referido real decreto, así como la equivalencia a valores sRGB (no incluidos expresamente en el citado real decreto) a partir de los correspondientes a CIE 1931:
| Color   | Denominación color | CIELAB  | CIELAB   | CIELAB      | CIE 1931 | CIE 1931 | CIE 1931 | sRGB            |
| Color   | Denominación color | Tono H* | Croma C* | Claridad L* | Y        | x        | y        | sRGB            |
| ------- | ------------------ | ------- | -------- | ----------- | -------- | -------- | -------- | --------------- |
| Sinople | Verde bandera      | 165.0   | 41.0     | 31.0        | 6.7      | 0.223    | 0.438    | (0, 169, 0)     |
| Azur    | Azul bandera       | 270.0   | 35.0     | 26.0        | 4.7      | 0.168    | 0.171    | (0, 0, 185)     |
| Oro     | Oro bandera        | 90.0    | 37.0     | 70.0        | 40.7     | 0.395    | 0.403    | (255, 179, 0)   |
| Plata   | Plata bandera      | 255.0   | 3.0      | 78.0        | 53.2     | 0.303    | 0.311    | (182, 182, 182) |
| Sable   | Negro bandera      | –       | 0.0      | 10.0        | 1.1      | 0.310    | 0.316    | (47, 47, 47)    |
| Gules   | Rojo bandera       | 35.0    | 70.0     | 37.0        | 9.5      | 0.614    | 0.320    | (207, 0, 0)     |
| Púrpura | Púrpura bandera    | 0.0     | 52.0     | 50.0        | 18.42    | 0.426    | 0.263    | (131, 0, 0)     |

Por su parte, la Guía de comunicación digital para la Administración General del Estado define los colores Pantone y sus equivalencias en RGB y cuatricromía (CMYK), incluyendo el color de la granada, para representaciones gráficas del escudo en documentos, sitios web, sedes electrónicas, etc. oficiales de dicha Administración. Al tratarse de una guía, su contenido no tiene carácter prescriptivo, si bien, puede tomarse como referencia. Los colores del escudo conforme a la mencionada guía son los siguientes:
| Color (Denominación) | CIELAB        | CIELAB        | CIELAB        | CIE 1931 (Iluminante C) | CIE 1931 (Iluminante C) | CIE 1931 (Iluminante C) | Pantone | RGB | RGB | RGB | Colores web | Cuatricromía (CMYK) | Cuatricromía (CMYK) | Cuatricromía (CMYK) | Cuatricromía (CMYK) |
| Color (Denominación) | Tono H*       | Croma C*      | Claridad L*   | Y                       | X                       | y                       | Código  | R   | G   | B   | Código HTML | Cian                | Magenta             | Amarillo            | Negro               |
| -------------------- | ------------- | ------------- | ------------- | ----------------------- | ----------------------- | ----------------------- | ------- | --- | --- | --- | ----------- | ------------------- | ------------------- | ------------------- | ------------------- |
| Gules (Rojo)         | 35º           | 70            | 37            | 9,5                     | 0,614                   | 0,320                   | 186     | 181 | 0   | 39  | #B50027     | 0%                  | 100%                | 80%                 | 0%                  |
| Plata                | 255.º         | 3             | 78            | 53,2                    | 0,303                   | 0,311                   | 877     | 178 | 178 | 178 | #B2B2B2     | 0%                  | 0%                  | 0%                  | 30%                 |
| Oro                  | 90.º          | 37            | 70            | 40,7                    | 0,395                   | 0,403                   | 872     | 159 | 126 | 0   | #9F7E00     | 20%                 | 30%                 | 100%                | 0%                  |
| Sinople (Verde)      | 165.º         | 41            | 31            | 6,7                     | 0,223                   | 0,438                   | 3415    | 0   | 111 | 70  | #006F46     | 100%                | 10%                 | 70%                 | 0%                  |
| Azur (Azul)          | 270.º         | 35            | 26            | 4,7                     | 0,168                   | 0,171                   | 2935    | 0   | 68  | 173 | #0044AD     | 100%                | 50%                 | 0%                  | 0%                  |
| Púrpura              | 0º            | 52            | 50            | 18,42                   | 0,426                   | 0,263                   | 218     | 216 | 90  | 174 | #D85AAE     | 0%                  | 70%                 | 0%                  | 0%                  |
| Sable (Negro)        | -º            | 0             | 10            | 1,1                     | 0,31                    | 0,316                   |         | 0   | 0   | 0   | #000000     | 0%                  | 0%                  | 0%                  | 100%                |
| Granada              | (no definido) | (no definido) | (no definido) | (no definido)           | (no definido)           | (no definido)           | 1345    | 246 | 203 | 126 | #F6CB7E     | 0%                  | 10%                 | 40%                 | 0%                  |

La guía indica que los colores se podrán usar en una formulación u otra, dependiendo del medio o soporte que se utilice, pero para uso web es recomendable el uso de formulación del color en RGB.

### Críticas al modelo oficial del escudo

Escudo de España con las correcciones sugeridas por expertos heraldistas.

Tanto la definición del escudo en términos heráldicos mediante la ya mencionada ley 33/1981, como el modelo oficial de escudo materializado mediante el también referido R.D. 2964/1981, han sido objeto de críticas en círculos heraldistas por la excesiva simplificación y falta de ortodoxia en la representación de los elementos integrantes. A raíz de ello, se han propuesto distintas variantes o alternativas.

## Elementos y cuarteles del escudo
|                                              |
| Primer cuartel. armas del Reino de Castilla. |

|                                           |
| Segundo cuartel. armas del Reino de León. |

|                                            |
| Tercer cuartel. armas del Reino de Aragón. |

|                                             |
| Cuarto cuartel. armas del Reino de Navarra. |

|                                              |
| Entado en punta, armas del Reino de Granada. |

|                                                |
| Escusón: armas de la dinastía de Borbón-Anjou. |

|                                                         |
| Timbre: la Corona real simboliza la Monarquía Española. |

| |
| Soportes: las columnas de Hércules flanquean el escudo y soportan el lema Plus Ultra. Las columnas están sumadas por las coronas imperial del Sacro Imperio y la real española, respectivamente, que representan la historia del país como imperio y reino. |

## Historia del escudo

### Fernando III de Castilla y de León (1230)

Escudo de Fernando III de Castilla.

El uso de la partición del escudo en cuartelado para combinar dos armerías fue una invención de Fernando III de Castilla para los símbolos de León y Castilla en el año 1230, y resultó en una inmediata aceptación en la península ibérica por las armerías de Aragón y Navarra, y además tuvo una amplia difusión en Europa.

### Los Reyes Católicos (1469-1516)

Escudo de los Reyes Católicos (desde 1492).

El primero de los escudos de España es el que, con el águila de San Juan como soporte, eligieron Fernando II de Aragón e Isabel I de Castilla como armas comunes en 1475. En este escudo quedaban representadas las dos mayores entidades políticas existentes en la península ibérica a finales del siglo XV: la Corona de Castilla, que se extendía de norte a sur de la península, desde el Cantábrico al Mediterráneo, y que comprendía los territorios de las actuales comunidades autónomas de Galicia, Principado de Asturias, Cantabria, País Vasco, La Rioja, Castilla y León, Madrid, Extremadura, Castilla-La Mancha, Región de Murcia, Andalucía y Canarias; y la Corona de Aragón, que agrupaba a las actuales comunidades autónomas de Aragón, Cataluña, Comunidad Valenciana e Islas Baleares, además de otros territorios extrapeninsulares, repartidos por la cuenca mediterránea.
El escudo de los Reyes Católicos estaba formado por un cuartelado en el que se alternaban las armas de Castilla (de gules, y un castillo de oro, almenado de tres almenas, con tres homenajes, el de en medio mayor y cada homenaje también con tres almenas, mamposteado de sable y aclarado de azur) y León (de plata y un león de púrpura, coronado de oro, lenguado y armado de gules); con las de Aragón (de oro y cuatro palos de gules) y las Dos Sicilias (partido y flanqueado, jefe y puntas de oro y cuatro palos de gules, flancos de plata y un águila de sable, coronada de oro, picada y membrada de gules). Posteriormente, tras la conquista de Granada en 1492 se añadió el emblema de este reino (de plata y una granada al natural, rajada de gules, tallada y hojada de dos hojas de sinople). Acompañan frecuentemente al escudo dos divisas en gules: el yugo con el nudo gordiano cortado con el mote «Tanto monta» de Fernando y el haz de flechas de Isabel. Cada una de estas divisas homenajeaba con su inicial al consorte: «F» de Fernando en las flechas de Isabel e «Y» de la reina —Ysabel, como es usual en la grafía de la época— en el yugo fernandino.

### Casa de Austria (1516-1700)

Escudo de armas de Carlos I de España y V de Alemania.

Escudo de Felipe II a partir de 1580.

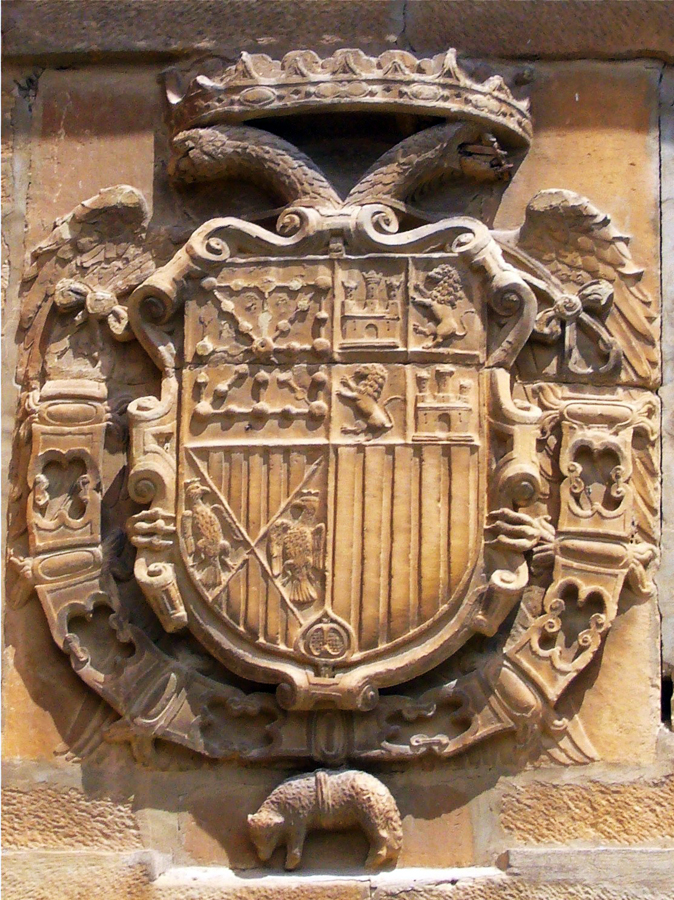
Escudo de Carlos I en la muralla de Viana, Navarra, con las armas españolas de la Monarquía y las de Navarra en lugar preferente.

Escudo de Felipe II de 1556 hasta 1580 y de Carlos II desde 1668 hasta Felipe V.

Como resultado de la política de alianzas matrimoniales de los Reyes Católicos, a la muerte de Fernando en 1516, hereda las coronas de Castilla y de Aragón su nieto Carlos de Habsburgo, hijo de Juana I «la Loca» y Felipe I «el Hermoso», y nieto del emperador Maximiliano de Austria por línea paterna.
Las armas de Carlos I añaden a las de Castilla, León, Aragón, Dos Sicilias y Granada, presentes en el escudo anterior, las de Austria (de gules y una faja de plata), Borgoña antiguo (bandado de oro y de azur con bordura de gules), Borgoña moderno (de azur, sembrado de flores de lis de oro y bordura camponada, cantonada de plata y gules), Brabante (de sable y un león de oro, coronado de lo mismo, lenguado y armado de gules), Flandes (de oro y un león de sable, lenguado y armado de gules) y Tirol (partido de plata y un águila de gules, coronada, picada y membrada de oro, cargado el pecho de un creciente trebolado de lo mismo). Carlos I incorpora también las columnas de Hércules con la leyenda “Plus Ultra”, en representación del Imperio ultramarino, y rodea el escudo con el collar del Toisón de Oro, como soberano de dicha Orden.
Al ser coronado emperador en 1519, timbra el escudo con la corona imperial y acola el águila bicéfala del Sacro Imperio Romano-Germánico. A partir de 1520 añade al cuartel correspondiente a Aragón y Sicilia, otro en el que se incorporan las armas de Navarra y del Reino de Nápoles (formadas por los blasones de Jerusalén y Hungría).
Los sucesores de Carlos I descargan el escudo de ornamentos externos, sustituyen la corona imperial por la real abierta (o de cuatro florones y cuatro diademas, tres de ellos vistos), manteniendo el Toisón, que a partir de entonces permanecerá en todos los escudos reales.
En 1580, Felipe II de España se proclama rey de Portugal (de plata y cinco escudetes en azur puestos en cruz con cinco bezantes o dineros en plata puestos en sotuer, bordura de gules con siete castillos de oro) e incorpora las armas del nuevo reino al escudo, que se mantienen hasta que reconoce la independencia portuguesa en 1668, reinando Carlos II, el Hechizado.

### Casa de Borbón (1700-1808)

Gran escudo de armas utilizado desde Felipe V hasta Carlos III (1761).

Escudo simplificado de Felipe V, primer monarca de la dinastía de Borbón.

Gran escudo de armas utilizado desde Carlos III hasta 1931.

Escudo simplificado con todas las armas dinásticas a partir de Carlos III.

Escudo de José Bonaparte (1808-1813).

La dinastía borbónica se instaura en España tras la Guerra de Sucesión que se desata al morir Carlos II sin heredero y que enfrenta a los partidarios del archiduque Carlos de Austria, hijo del emperador Leopoldo I de Habsburgo, con los de Felipe de Anjou, nieto de Luis XIV de Francia y bisnieto de Felipe IV de España que sería finalmente proclamado rey de España como Felipe V.
El escudo de Felipe V (1700-1759) mantiene todos los elementos del anterior, pero cambia el diseño y la distribución de los mismos: las armas de Flandes y Tirol aparecen ahora en cuarteles separados, en punta del escudo, en lugar de en el escusón en que figuraban anteriormente, y se añade un nuevo escusón central con los lises de la Casa de Borbón, con la bordura en gules, usada por los duques de Anjou, y que permitió desde entonces distinguirse de los franceses. Sigue utilizando el Toisón de Oro (considerándose con derecho a ostentar la jefatura de la Orden y provocando la escisión en la misma) y añade a este el de la Orden francesa del Orden del Espíritu Santo. Con frecuencia el escudo adopta forma ovalada o redondeada, siguiendo la moda francesa. El diseño de la corona se moderniza, adoptando la forma actual, de ocho florones (cinco vistos), y se reserva la de cuatro (tres vistos) para el príncipe de Asturias. Se desarrolla así mismo una versión ornamentada a imagen y semejanza a la usada por los borbones franceses, con manto real, cimera y ángeles como soportes entre otros elementos.
A Felipe V, con el breve reinado de Luis I en medio (9/2/1724-21/8/1724), le suceden Fernando VI, siguiendo el ordinal castellano (el anterior fue Fernando el Católico —II de Aragón— coronado como Fernando V de Castilla) y Carlos III.
Carlos III (1759-1788) realiza, en 1760, una importante reforma en el escudo: aparte de introducir en este las armas de los Ducados de Parma-Farnesio (de oro y seis flores de lis de azur distribuidas de arriba abajo, una, dos, dos y una) y Toscana-Médicis (de oro y cinco roeles de gules distribuidos en el campo de arriba abajo, dos, dos y uno, un tortillo de azur en jefe cargado de tres flores de lis de oro), en representación de su herencia italiana; también sustituye el collar de la Orden del Espíritu Santo por el de la Orden de Carlos III, creada por él mismo, manteniendo el Toisón de Oro. Frecuentemente el escudo aparece en el reverso de las monedas sin el collar de la Orden de Carlos III y dotado de una forma peculiar: entado en punta, con una arista central en la parte superior y terminaciones en forma de medio cuadrado en los dos extremos superiores. Esta forma puede distinguirse más claramente en el posterior escudo de armas del rey José I Bonaparte (1808-1814). Se le seguirá dotando de esta forma hasta el reinado de Isabel II (1833-1868). También es habitual darle al blasón una forma circular, eliminando el collar de la Orden de Carlos III, sobre todo en el mandato de Isabel II.
Con estos añadidos, Carlos III deja establecidas lo que serían a partir de ese momento las armas reales de España.
A Carlos III le sucede Carlos IV, que no introduce ningún cambio en el escudo, salvo los puramente ornamentales.
La nueva dinastía concede mayor preeminencia a la Corona de Castilla en todos los aspectos, y esto se manifiesta también en la heráldica: desde la reforma de Carlos III las armas de Castilla y León ocupan la posición central en el escudo, y, con frecuencia desde el reinado de Felipe V, se prescinde de todas las demás en un modelo simplificado (conocido como «escudo pequeño») que únicamente lleva las de Castilla, León y Granada, sumadas del escusón ribeteado de gules con los lises borbónicos y rodeados a veces del Toisón de Oro o las columnas de Hércules. Con frecuencia, al igual que al escudo de armas completo, se le da la forma característica que se observa en el escudo de José I Bonaparte, tal y como aparece en el reverso de ciertas monedas de Carlos IV. En las monedas del mismo tiempo aparece una variante muy simplificada, introducida por Carlos III que, sin corona real, únicamente consta de las armas de Castilla y León con el escusón borbónico, partidas por la denominada «Cruz del Infante Don Pelayo»; todo ello rodeado por una corona de laurel. El escudo pequeño fue utilizado regularmente hasta el final del reinado de Isabel II (1868) y, de forma muy puntual, desde 1875 hasta 1931 durante la II Restauración borbónica.
| |
| Escudo pequeño del rey de España con las Columnas de Hércules. Apareció durante el reinado de Felipe V y fue usado hasta 1868. Este formato de escudo fue el origen del actual. |

|                                                                |
| Escudo pequeño del rey de España, versión con ramas de laurel. |

|                                                                 |
| Escudo pequeño del rey de España, versión con el Toisón de Oro. |

|                                                                                 |
| Escudo pequeño del rey de España, versión ovalada con el Toisón de Oro y manto. |

### José I Bonaparte (1808-1813)
José I (1808-1813) introduce cambios sustanciales en el escudo: divide el escudo en seis cuarteles: 1.º Castilla, 2.º León, 3.º Aragón, 4.º Navarra, 5.º Granada y 6.º las Indias, representadas por dos esferas terrestres flanqueadas por las columnas de Hércules (diseño basado en el que aparecía en el reverso de los reales de a 8 conocidos como «columnarios»), y añade sobre el todo un escusón de azur con el águila de los Bonaparte en oro.

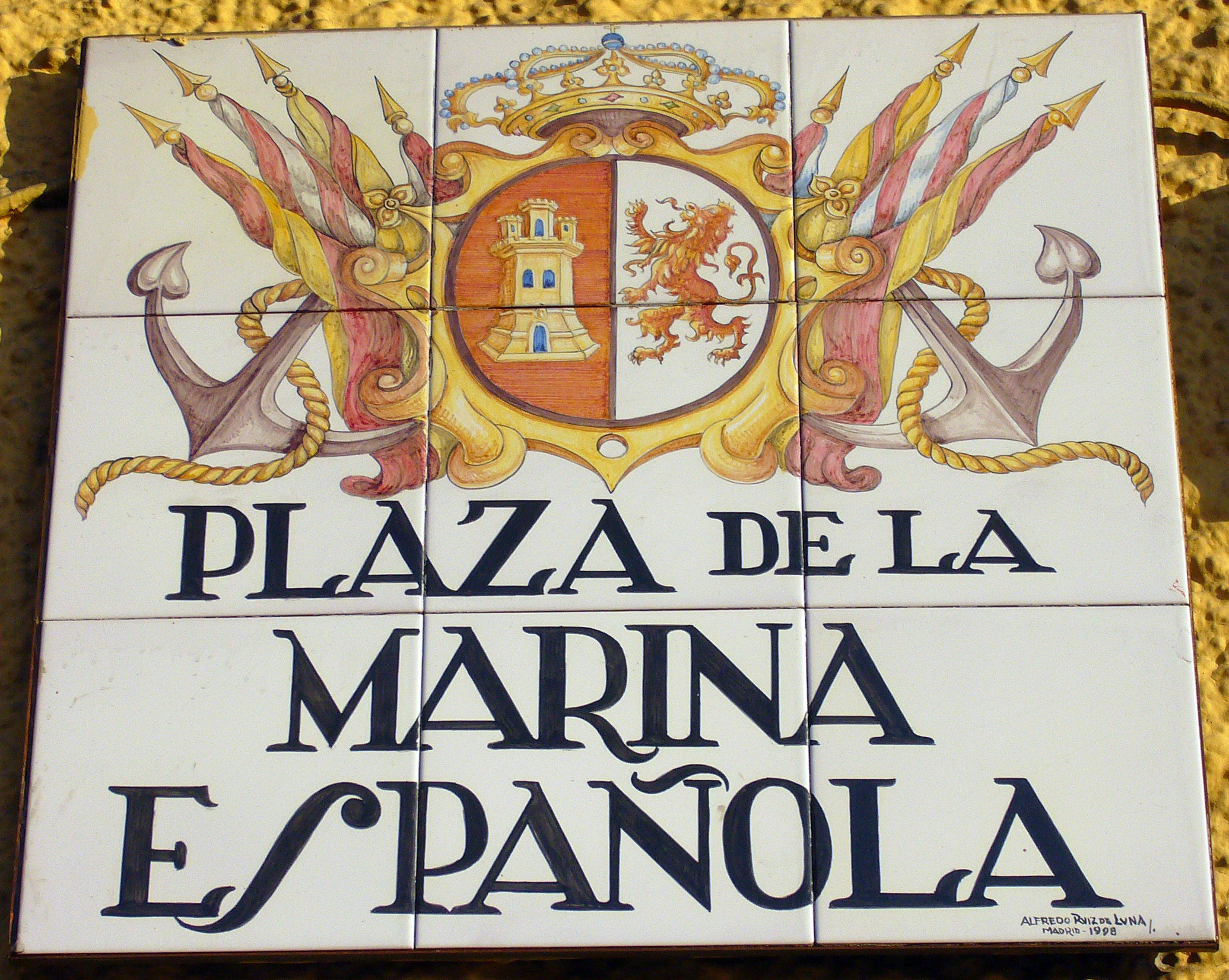
Escudo de la bandera española entre 1785 y 1873 y entre 1875 y 1931 en la placa de la Plaza de la Marina Española (Madrid).

El contorno del blasón es el mismo que se observa claramente en el reverso de las monedas desde Carlos III.

### Restauración absolutista y reinado de Isabel II (1813-1868)
Reinstaurada la dinastía borbónica en 1813, Fernando VII recupera el escudo completo de Carlos III, que mantendrá su hija, Isabel II.
Con frecuencia se utiliza la versión simplificada con las armas de Castilla, León y Granada y el escusón dinástico.

### Gobierno Provisional (1868-1870) y I República (1873-1874)

Escudo del Gobierno Provisional (1868-1870) y de la I República (1873-1874).

Escudo de la República con corona cívica, según el informe de la Real Academia de la Historia.

Escudo del pabellón naval durante la I República (1873-1874) que quita la corona de la monarquía.

A raíz de la revolución de 1868 que derrocó a la reina Isabel II, el Gobierno Provisional presidido por el general Serrano solicitó un informe a la Real Academia de la Historia para la elaboración de un nuevo escudo, de carácter nacional, ya que hasta aquel momento se había empleado como tal el escudo de armas de los monarcas españoles. En este escudo, el primero de carácter nacional, no figuraron los cuarteles ajenos a España que correspondían con títulos históricos de la Corona y otros territorios que había dominado en el pasado (los ducados de Parma y de Toscana). Además se reintegró el escudo de Navarra, que Fernando VII había retirado, al recuperar el escudo borbónico. Las divisiones del escudo que se eliminaron correspondían con Nápoles-Sicilia, Austria, Brabante, Flandes, Tirol, Parma, Toscana y las armas "antiguas" y modernas de Borgoña. Los monarcas españoles las habían mantenido como símbolo de sus vínculos dinásticos y no como señal de reclamaciones territoriales. También desapareció el escusón central de la dinastía reinante en España con las tres flores de lis y la bordura de gules. La corona real fue sustituida por una corona mural (ya que no se quería prejuzgar la forma política del Estado), y las representaciones de los collares de las órdenes del Toisón de Oro y de Carlos III y la Cruz de Borgoña también fueron retiradas.
Junto al escudo se colocaron las columnas de Hércules, elementos que figuraron en la heráldica del rey-emperador Carlos I de España y V del Sacro Imperio.
La descripción heráldica del nuevo escudo, que figura en el informe emitido por la Real Academia de la Historia, es la siguiente:

Escudo cuartelado en cruz: primero, de gules y un castillo de oro, almenado de tres almenas, y donjonado de tres torres, la del medio mayor; cada una también con tres almenas, el todo de oro, mazonado de sable y adjurado de azur: segundo, de plata y un león de gules, coronado de oro, armado y lampasado de lo mismo: tercero, de oro y cuatro palos de gules: cuarto, de gules y una cadena de oro puesta en orla, en cruz y en sotuer: entado en punta, de plata y una granada al natural mostrando sus granos de gules, sostenida, tallada y hojada de dos hojas de sinople. Acostadas, una a cada lado, las dos columnas de Hércules, de plata, con la base y el capitel de oro, liadas con una lista de gules, cargada con el Plus ultra de oro.

Esta versión del escudo estuvo vigente durante el gobierno provisional que siguió a la monarquía (1868-1870), la I República (1873-1874) y el gobierno provisional que sucedió a ésta (del 3 de enero al 29 de diciembre de 1874).

### Reinado de Amadeo de Saboya (1870-1873)
En 1870, con la proclamación de Amadeo de Saboya como rey de España se sustituyó nuevamente la corona mural por la real y se incorporó el blasón de la Casa de Saboya, una cruz plana de plata sobre campo de gules (rojo), en la parte central del escudo (rodeado en algunas versiones por la bordura personal del propio Amadeo como duque de Aosta).
|                                                                        |
| Versión del Escudo de España (1870-1873) con las Columnas de Hércules. |

| |
| Versión del Escudo de España (1870-1873) con el Toisón de Oro. (Usado también como armas personales del monarca). |

| |
| Versión ovalada del Escudo de España (1870-1873) con el Toisón de Oro y manto. (Usado también como armas personales del monarca). |

### Restauración borbónica (1874-1931)
Restaurada la dinastía borbónica en 1874, se recuperó su escusón en la parte central del escudo español. También se recuperaron las antiguas armas reales desaparecidas en 1868, que coexistieron con las versiones simplificadas, generando gran confusión a la hora de definir el escudo nacional. Durante este período los adornos exteriores del escudo fueron diversos (las columnas de Hércules, el collar de la Orden del Toisón de Oro, un manto real o ramas de laurel entre otros) dando lugar a numerosas versiones.
|                                                                        |
| Versión del Escudo de España (1874-1931) con las Columnas de Hércules. |

|                                                               |
| Versión del Escudo de España (1874-1931) con ramas de laurel. |

|                                                                |
| Versión del Escudo de España (1874-1931) con el Toisón de Oro. |

|                                                                        |
| Versión del Escudo de España (1874-1931) con el Toisón de Oro y manto. |

#### La reforma de Elías Tormo y Monzó

Las armas reales con la reforma de Elías Tormo, que permitió introducir las armas nacionales en la parte central (escusón).

El 3 de julio de 1922, la Presidencia del Consejo de Ministros, a petición del Ministerio de Estado, solicitó a la Real Academia de la Historia un informe para aclarar cuál de las armas entonces vigentes deberían considerarse como único escudo de la nación dada la confusión existente. El 9 de enero de 1923, después de la celebración de varias sesiones, la Academia de la Historia remitió su informe al presidente del Consejo, llegando a la conclusión que debería considerarse blasón nacional al cuartelado adoptado en 1868, con el escusón dinástico añadido en 1874. El escudo con todas las armas dinásticas, adoptado por Carlos III y denominado blasón grande, se limitaría a la Casa Real y a los documentos de cancillería que se encabezaran con el título grande del rey de España. Con el establecimiento en septiembre de aquel año del Directorio militar, se aparcó este informe solicitando en el mes de noviembre otros dictámenes a la Universidad Central y a Félix de Rújula y Martín-Crespo, decano del Cuerpo de Reyes de Armas.
La universidad nombró ponente al catedrático Elías Tormo y Monzó. Este coincidió en considerar escudo pequeño a las armas de 1874. Sin embargo no se mostró partidario de relegar a las armas reales a un uso tan residual y abogó por considerarlas como blasón grande de la nación. Para dotar de coherencia a las dos versiones, Elías Tormo propuso varios cambios en las armas grandes. Se sustituiría el escusón cuartelado de Castilla y León por el de 1874. El resto de las cuarteles permanecería intacto, a excepción de los de Aragón y Sicilia: el primero, al haberse trasladado el de Aragón, pasaría a estar situado en el primer cuartel y sería sustituido en el segundo por el del Reino de Jerusalén que hasta entonces no se había representado a pesar de destacar entre los títulos históricos de la Corona.
El 9 de octubre de 1924, el Ministerio de Estado remitió un informe al presidente del Directorio dictaminando que las armas de 1874 deberían componer el blasón nacional, manteniendo las armas reales también en embajadas y otras legaciones. El decano del Cuerpo de Reyes de Armas coincidió en lo relativo al escudo pequeño, pero discrepó sobre las armas reales, llegando a solicitar su derogación incluso en la Casa Real para ser sustituidas únicamente por las lises de la dinastía.
Aunque el gobierno no introdujo ninguna normativa que corrigiese la situación existente, el heraldista francés Hervé Pinoteau aseguró que el rey comenzó a utilizar las nuevas armas grandes con Navarra desde 1924, con la corona real y rodeadas del Toisón de Oro. El visto bueno por parte de Alfonso XIII realmente llegó en 1929 con un informe favorable de la Academia de la Historia y de otros organismos, pero, de nuevo, no llegaron a ser promulgadas oficialmente y tampoco apareció referencia alguna de ellas en el Estatuto Nobiliario de aquel año. En la documentación de Palacio se mantuvo hasta 1931 el blasón grande con el escusón de castillos y leones aunque se han conservado algunos ejemplos en los que aparece reproducido con su nuevo diseño. Es el caso de los diplomas policromados que le entregó el Arma de Infantería a los capitanes Rafael Martínez Esteve y Eduardo González Gallarza el 10 de julio de 1926 por su participación en el raid aéreo de la «Patrulla Elcano» y al comandante Ramón Franco Bahamonde. También ilustró la primera página del Libro de Oro, para las firmas de visitantes ilustres, conservado en una vitrina del Museo de la Academia General Militar y cuya primera firma fue la que estampó el propio Alfonso XIII el 5 de junio de 1930. Otros ejemplos los encontramos en la fotografía un oficial de la Guardia Civil, portando al hombro una bandera bordada con el nuevo escudo, que apareció el 2 de abril de 1930 en la revista Mundo Gráfico y una bandera de España de los somatenes armados de la Primera Región (Madrid), bordada entre 1925 y 1930.
En su exilio, Alfonso XIII pudo dedicar más tiempo a estos asuntos y comenzó a utilizar con más frecuencia las armas de Tormo al no requerir trámites legales. Esta circunstancia explicaría que algunos las conozcan como las armas reales de 1931. Su hijo y sucesor, el conde de Barcelona, continuó utilizándolas desde 1941 hasta su muerte en 1993.

### Segunda República (1931-1939)

Escudo de la Segunda República española (1931-1939)

Con la proclamación de la Segunda República (1931-1939), se resolvió adoptar como escudo nacional de España el que figuraba en las monedas de 5 pesetas acuñadas por el gobierno provisional de la Primera República, sin dar más detalles o blasón. Así, según el diseño, varían elementos como el uso de la corona mural ceñida en el león, o en general su simple desaparición.

### Dictadura de Franco y Transición democrática (1938-1981)

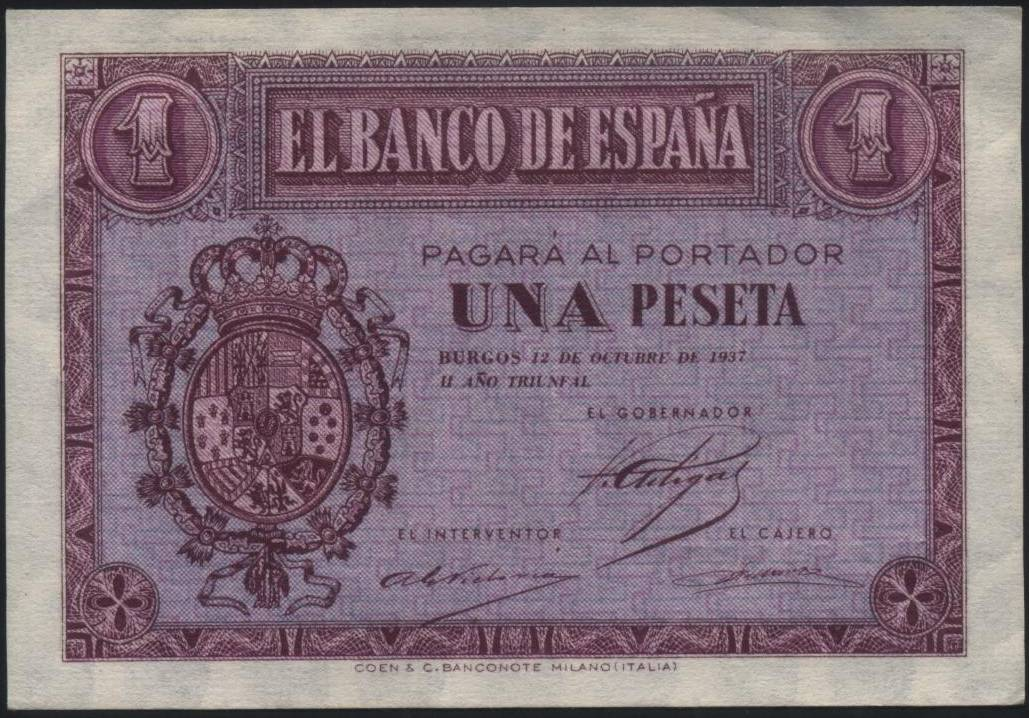
Billete del bando sublevado con fecha de octubre de 1937 que muestra el escudo grande personal del rey de España.

Tras el golpe de Estado de julio de 1936, que dio lugar a la guerra civil española, las diversas fuerzas militares y políticas sublevadas utilizaron inicialmente banderas y escudos diferentes. 

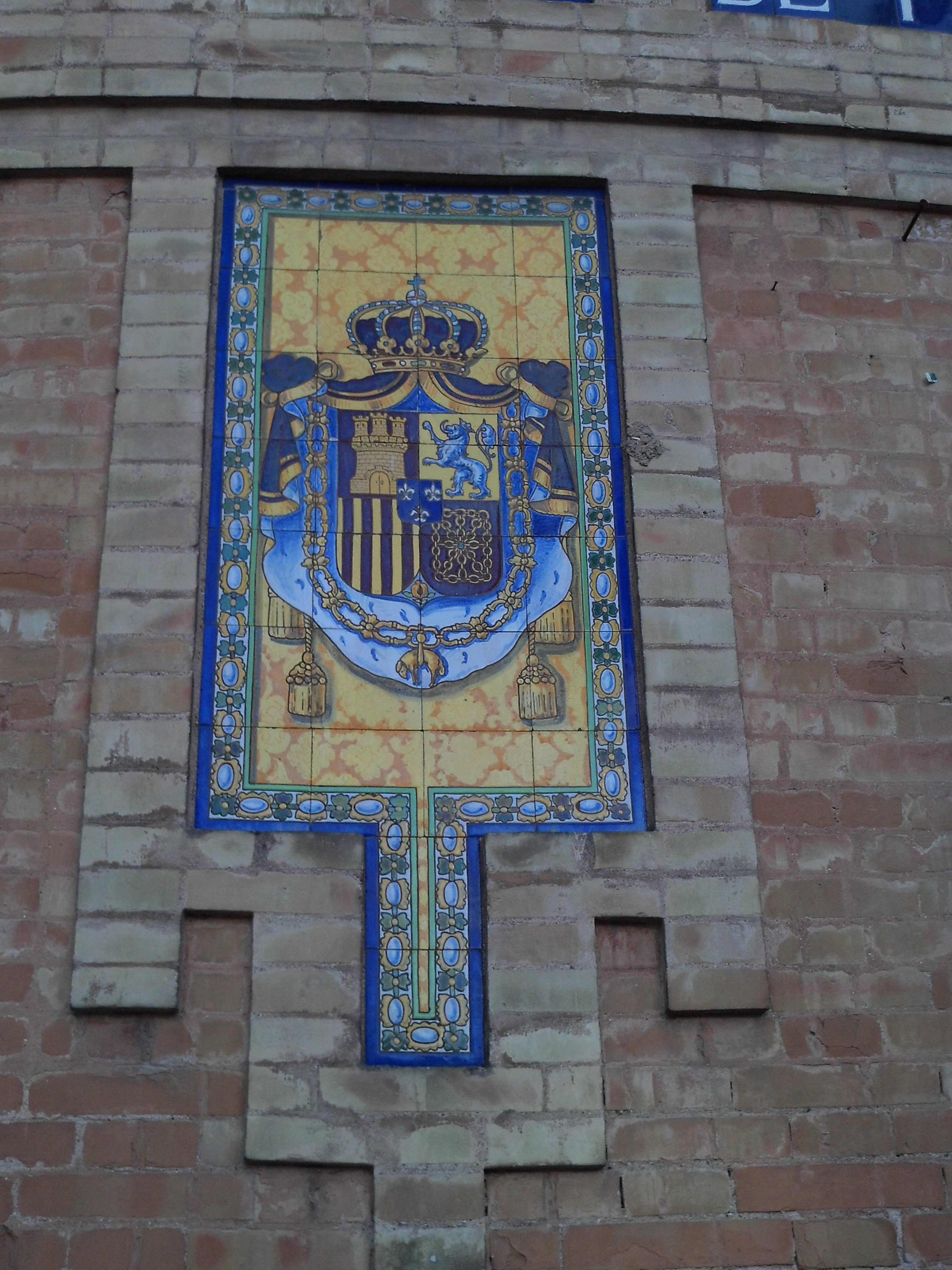
Escudo de España en azulejo en Sevilla.

El decreto n.º 470 del 2 de febrero de 1938 firmado por el general Francisco Franco definió el nuevo escudo. Se empleó un blasón semejante al que utilizaron los Reyes Católicos, siendo un elemento destacado el águila de San Juan. De ese blasón, se sustituyó el cuartel de Sicilia por el de Navarra, que ya aparecía en el escudo de España desde el Gobierno provisional. Se incorporaron las columnas de Hércules y la cinta con el lema «Plus Ultra» de versiones anteriores del escudo nacional, y la divisa de los Reyes Católicos, «Tanto Monta», fue sustituida por las palabras «Una Grande Libre». Hubo dos modelos oficiales durante la dictadura: el modelo de 1938 (aprobado el 2 de febrero de 1938 en la zona sublevada) y el de 1945 (aprobado el 11 de octubre de 1945). Un tercer modelo sería adoptado ya en plena Transición democrática, el de 1977 (aprobado el 21 de enero de 1977). 
|              |
| (1938-1945). |

|                                                 |
| Versión llamada "abreviada" del modelo de 1938. |

|              |
| (1945-1977). |

|              |
| (1977-1981). |

## Escudos y emblemas derivados del nacional
|                    |
| Escudo del Senado. |

|                                      |
| Escudo del Congreso de los Diputados |

|                                                          |
| Escudo del Consejo General del Poder Judicial de España. |

|                               |
| Escudo del Consejo de Estado. |

|                                                                     |
| Escudo reproducido en las placas de magistrados, jueces y fiscales. |

|                                           |
| Escudo del Cuerpo de Abogados del Estado. |

|                                         |
| Emblema del Cuerpo Nacional de Policía. |

|                                             |
| Escudo del Servicio de Vigilancia Aduanera. |

|                                                     |
| Escudo del Consejo General de la Abogacía Española. |